# Continental Automobile Manufacturing Company
Continental Automobile Manufacturing Company, vorher University Automobile Company, war ein US-amerikanischer Hersteller von Automobilen.

## Unternehmensgeschichte
Die University Automobile Company wurde 1907 in New Haven in Connecticut gegründet. Beteiligt waren C. S. Johnston, Constant A. Moeller und Frank J. Schollhorn. Sie begannen mit der Produktion von Automobilen. Der Markenname lautete Continental. 1908 folgte die Umfirmierung in Continental Automobile Manufacturing Company. Noch im gleichen Jahr endete die Produktion.

## Fahrzeuge
Im Angebot standen drei Modelle mit Vierzylindermotoren.
Das Model A hatte ein Fahrgestell mit 254 cm Radstand und einen Aufbau als Runabout. Der Motor leistete 25 PS.
Das Model B war mit 284 cm Radstand etwas länger. Karosserieaufbau war ein Tonneau. Die Motorleistung betrug 30 PS.
Das Model C hatte mit 305 cm den längsten Radstand. Das Fahrzeug war als offener Tourenwagen karosseriert. Der Motor leistete 35 PS.

## Modellübersicht
| Jahr      | Modell  | Zylinder | Leistung (PS) | Radstand (cm) | Aufbau      |
| --------- | ------- | -------- | ------------- | ------------- | ----------- |
| 1907–1908 | Model A | 4        | 25            | 254           | Runabout    |
| 1907–1908 | Model B | 4        | 30            | 284           | Tonneau     |
| 1907–1908 | Model C | 4        | 35            | 305           | Tourenwagen |